# アメリカン・フィーリング
「アメリカン・フィーリング」は、1979年5月25日にリリースされた、コーラスグループサーカスのシングル楽曲。同曲は、同日発売したアルバム『ニュー・ホライズン』にも収録されている。

## 解説
表題曲「アメリカン・フィーリング」は、日本航空グループの旅行会社「旅行開発」（現ジャルパック）の「COME TO AMERICA '79」キャンペーンソングに採用された。ただしCMに使用されたバージョンは本シングルには未収録となっている（原曲とCMバージョンは歌詞は一致するが、テンポ・アレンジが大きく異なる）。
当時アルファレコードのプロデューサーだった有賀恒夫によると、小田裕一郎作曲のサビ部分で採用され、残りはできていなかったため、Aメロもそのまま小田裕一郎に依頼したが、出来栄えに満足できず、何度もダメ出しをして完成した。
オリコン最高5位を獲得し、47.6万枚のセールスを記録。サーカス自身「Mr.サマータイム」に次ぐ2番目のヒット曲となった。サーカスは同曲で、『第30回NHK紅白歌合戦』に2年連続2回目の出場を果たした。
B面の「ホームタウン急行」 は、テレビドラマ『鉄道公安官』オープニング・エンディング主題歌に使用された。なおオープニングは1クールで「『鉄道公安官』のテーマ」に差し替えられたが、エンディングには引き続き使用された。

## 収録曲

### Side:A
- アメリカン・フィーリング - 3分23秒
作詞：竜真知子、作曲：小田裕一郎、編曲：坂本龍一

### Side:B
- ホームタウン急行 - 3分15秒
作詞：山川啓介、作曲：佐藤健、編曲：坂本龍一